# Børn På Barrikaderne
Børn På Barrikaderne er en dansk dokumentarfilm fra 1998 med instruktion og manuskript af Louise Hartmann-Petersen.

## Handling
Et portræt af Børnehuset i Sankt Peder Stræde, København i 1997. Man møder fem autonome inde fra huset og får gennem dem indblik i miljøet. Filmen skildrer i interviews børnemagternes livssyn, forholdet til "voksenfascisterne", motivationen for deres politiske kamp og viser hverdagen i Børnehuset. Udover interviews er kameraet en flue på væggen og på gaden.